# Nuoto ai Giochi della XXX Olimpiade - 100 metri farfalla maschili
La gara dei 100 metri farfalla maschili dei Giochi della XXX Olimpiade si è svolta il 2 e il 3 agosto 2012. Hanno partecipato 43 atleti.
La gara è stata vinta da Michael Phelps con il tempo di 51"21, mentre l'argento è andato a Chad le Clos e a Yevgeny Korotyshkin, secondi ex aequo con il tempo di 51"44.

## Formato
Gli atleti competono in due turni eliminatori; i migliori sedici tempi delle batterie si qualificano alla semifinale, mentre i migliori otto di queste ultime accedono alla finale.

## Record
Prima della competizione, i record olimpici e mondiali erano i seguenti:
| Record mondiale | 49"82 | Michael Phelps Stati Uniti | Roma, Italia 1º agosto 2009  |
| Record olimpico | 50"58 | Michael Phelps Stati Uniti | Pechino, Cina 16 agosto 2008 |

## Programma
| Data     | Ora (BST/UTC+1) | Turno      |
| -------- | --------------- | ---------- |
| 3 agosto | 11:14           | Batterie   |
| 3 agosto | 20:56           | Semifinali |
| 4 agosto | 19:38           | Finale     |

## Risultati

### Batterie
| Pos. | Batteria | Corsia | Nome                           | Nazione            | Tempo   | Note             |
| ---- | -------- | ------ | ------------------------------ | ------------------ | ------- | ---------------- |
| 1    | 5        | 7      | Chad le Clos                   | Sudafrica          | 51"54   | Q                |
| 2    | 6        | 4      | Michael Phelps                 | Stati Uniti        | 51"72   | Q                |
| 3    | 4        | 3      | Evgenij Korotyškin             | Russia             | 51"84   | Q                |
| 4    | 5        | 4      | Konrad Czerniak                | Polonia            | 51"85   | Q                |
| 5    | 6        | 5      | Milorad Čavić                  | Serbia             | 51"90   | Q                |
| 6    | 5        | 6      | Steffen Deibler                | Germania           | 51"92   | Q                |
| 7    | 4        | 4      | Tyler McGill                   | Stati Uniti        | 51"95   | Q                |
| 8    | 4        | 7      | Zhou Jiawei                    | Cina               | 52"03   | Q                |
| 9    | 6        | 6      | Joeri Verlinden                | Paesi Bassi        | 52"07   | Q                |
| 10   | 6        | 3      | Chris Wright                   | Australia          | 52"11   | Q                |
| 11   | 6        | 2      | Nikolaj Skvorcov               | Russia             | 52"12   | Q                |
| 12   | 3        | 6      | Bence Pulai                    | Ungheria           | 52"19   | Q                |
| 13=  | 6        | 1      | Francois Heersbrandt           | Belgio             | 52"22   | Q                |
| 13=  | 3        | 7      | Dinko Jukić                    | Austria            | 52"22   | Q                |
| 15   | 5        | 5      | Jason Dunford                  | Kenya              | 52"23   | Q                |
| 16=  | 4        | 5      | Benjamin Starke                | Germania           | 52"36   | Q                |
| 16=  | 6        | 8      | Takeshi Matsuda                | Giappone           | 52"36   |                  |
| 17   | 5        | 1      | Ivan Lenđer                    | Serbia             | 52"40   |                  |
| 18   | 3        | 5      | Peter Mankoč                   | Slovenia           | 52"44   |                  |
| 19   | 4        | 1      | Lars Frölander                 | Svezia             | 52"47   |                  |
| 20   | 5        | 3      | Takurō Fujii                   | Giappone           | 52"49   |                  |
| 21   | 4        | 8      | Matteo Rivolta                 | Italia             | 52"50   |                  |
| 22   | 5        | 2      | Jayden Hadler                  | Australia          | 52"52   |                  |
| 23   | 4        | 6      | Michael Rock                   | Gran Bretagna      | 52"56   |                  |
| 24   | 3        | 2      | Ryan Pini                      | Papua Nuova Guinea | 52"68   |                  |
| 25   | 3        | 4      | Chang Gyu-Cheol                | Corea del Sud      | 52"69   |                  |
| 26   | 3        | 1      | Joe Bartoch                    | Canada             | 53"09   |                  |
| 27   | 4        | 2      | Kaio Almeida                   | Brasile            | 53"14   |                  |
| 28   | 5        | 8      | Albert Subirats Altes          | Venezuela          | 53"18   |                  |
| 29   | 3        | 3      | Clément Lefert                 | Francia            | 53"22   |                  |
| 30   | 3        | 8      | Simao Morgado                  | Portogallo         | 53"23   |                  |
| 31   | 6        | 7      | Antony James                   | Gran Bretagna      | 53"25   |                  |
| 32   | 2        | 7      | Dominik Meichtry               | Svizzera           | 53"40   |                  |
| 33   | 2        | 4      | Pavel Sankovič                 | Bielorussia        | 53"47   |                  |
| 34   | 2        | 5      | Joseph Schooling               | Singapore          | 53"61   |                  |
| 35   | 2        | 3      | Benjamin Hockin                | Paraguay           | 53"65   |                  |
| 36   | 2        | 1      | Daniel Bell                    | Nuova Zelanda      | 53"76   |                  |
| 37   | 2        | 8      | Yevgeniy Lazuka                | Azerbaigian        | 53"86   |                  |
| 38   | 2        | 6      | Vytautas Janušaitis            | Lituania           | 54"17   |                  |
| 39   | 2        | 2      | Stefanos Dimitriadis           | Grecia             | 54"20   |                  |
| 40   | 1        | 3      | Sofyan El-Gadi                 | Libia              | 56"99   | Record nazionale |
| 41   | 1        | 4      | Mohanad Ahmed Dheyaa Al-Azzawi | Iraq               | 1"00"71 |                  |
| 42   | 1        | 5      | Khalid Baba                    | Brunei             | 1"04"05 |                  |

### Semifinal
| Pos. | Corsia | Nome                 | Nazione     | Tempo | Note |
| ---- | ------ | -------------------- | ----------- | ----- | ---- |
| 1    | 4      | Michael Phelps       | Stati Uniti | 50"86 |      |
| 2    | 3      | Steffen Deibler      | Germania    | 51"76 |      |
| 3    | 5      | Konrad Czerniak      | Polonia     | 51"78 |      |
| 4    | 2      | Chris Wright         | Australia   | 52"11 |      |
| 5    | 6      | Zhou Jiawei          | Cina        | 52"30 |      |
| =6   | 7      | Bence Pulai          | Ungheria    | 52"40 |      |
| =6   | 8      | Benjamin Starke      | Germania    | 52"40 |      |
| 8    | 1      | Francois Heersbrandt | Belgio      | 52"71 |      |

| Pos. | Corsia | Nome               | Nazione     | Tempo | Note |
| ---- | ------ | ------------------ | ----------- | ----- | ---- |
| 1    | 4      | Chad le Clos       | Sudafrica   | 51"42 |      |
| 2    | 6      | Tyler McGill       | Stati Uniti | 51"61 |      |
| 3    | 3      | Milorad Čavić      | Serbia      | 51"66 |      |
| 4    | 2      | Joeri Verlinden    | Paesi Bassi | 51"75 |      |
| 5    | 5      | Evgenij Korotyškin | Russia      | 51"85 |      |
| 6    | 1      | Dinko Jukić        | Austria     | 51"99 |      |
| 7    | 7      | Nikolaj Skvorcov   | Russia      | 52"03 |      |
| 8    | 8      | Jason Dunford      | Kenya       | 52"16 |      |

### Finale
| Pos. | Corsia | Nome               | Nazione     | Tempo | Note |
| ---- | ------ | ------------------ | ----------- | ----- | ---- |
|      | 4      | Michael Phelps     | Stati Uniti | 51"21 |      |
|      | 5      | Chad le Clos       | Sudafrica   | 51"44 |      |
|      | 8      | Evgenij Korotyškin | Russia      | 51"44 |      |
| 4    | 6      | Milorad Čavić      | Serbia      | 51"81 |      |
| 4    | 7      | Steffen Deibler    | Germania    | 51"81 |      |
| 6    | 2      | Joeri Verlinden    | Paesi Bassi | 51"82 |      |
| 7    | 3      | Tyler McGill       | Stati Uniti | 51"88 |      |
| 8    | 1      | Konrad Czerniak    | Polonia     | 52"05 |      |